# Schiaccianoci (statuetta)

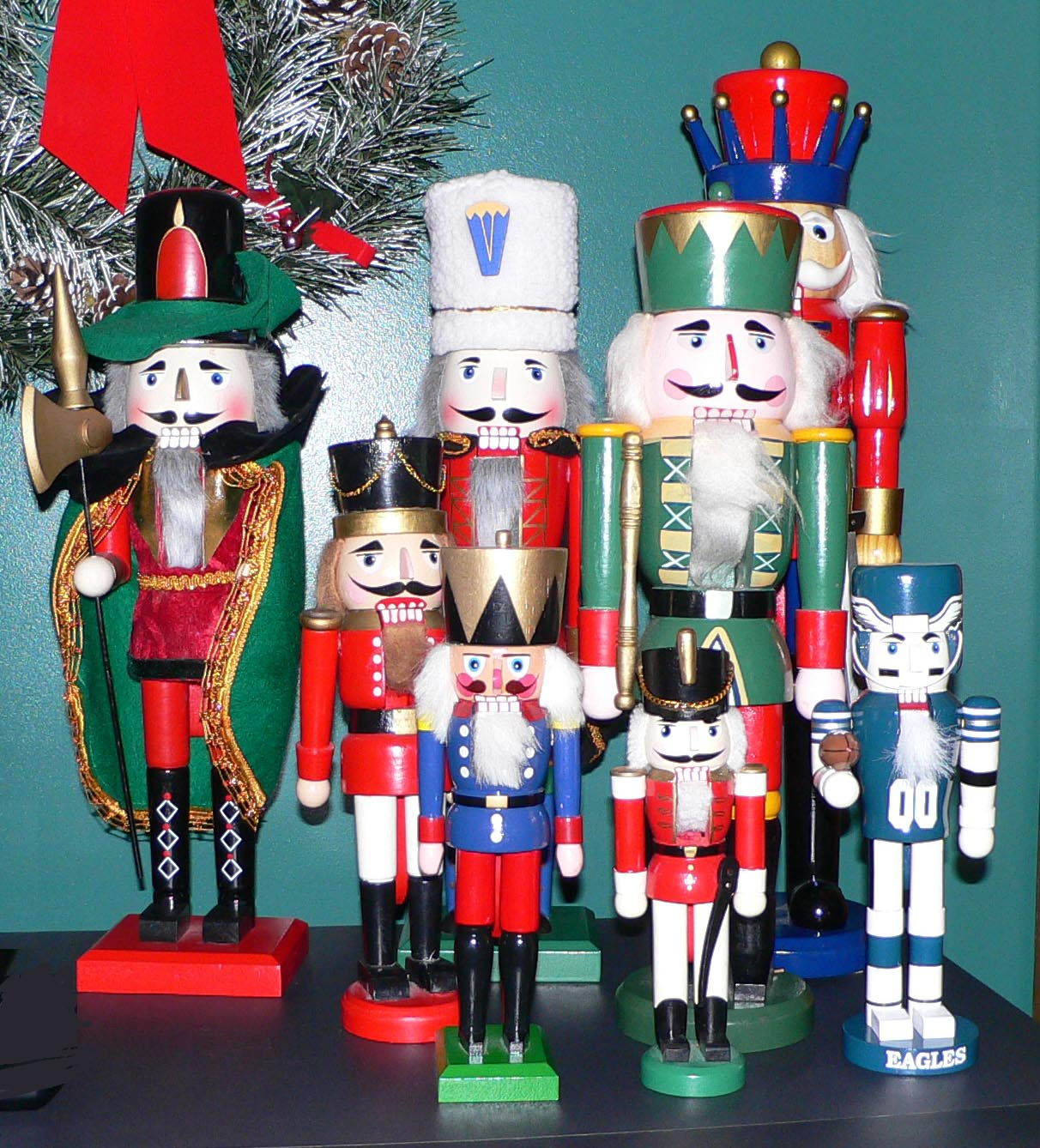
Un insieme di schiaccianoci.

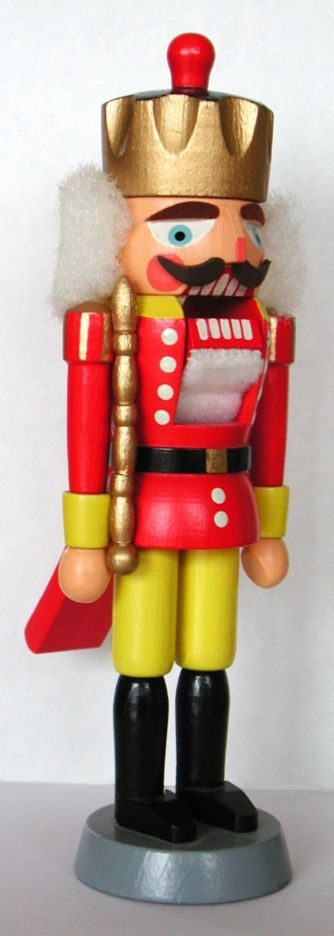
Uno schiaccianoci dei Monti Metalliferi.

Lo schiaccianoci è una statuetta decorativa di legno, originaria della Germania, che raffigura solitamente un'autorità (soldato, re, gendarme, ecc.), e che viene usato come decorazione di Natale.
Mentre quasi tutti gli schiaccianoci precedenti alla prima metà del XX secolo funzionano effettivamente e sono in grado di rompere le noci, la gran parte degli schiaccianoci moderni è invece principalmente decorativa.

## Storia
La tradizione degli schiaccianoci nasce nel XVII secolo nella regione tedesca dei Monti Metalliferi (l'attuale Sassonia), inizialmente non necessariamente a tema natalizio, ma già utilizzati come regali e come augurio di buona fortuna.

## Nella cultura
Uno schiaccianoci è il protagonista del racconto di E. T. A. Hoffmann Schiaccianoci e il re dei topi (1816), da cui è stato tratto poi il balletto di Pëtr Il'ič Čajkovskij Lo schiaccianoci (1892), nonché diverse successive opere derivate.

### Opere letterarie
- Schiaccianoci e il re dei topi - racconto di E. T. A. Hoffmann (1816)
- Storia di uno schiaccianoci – racconto di Alexandre Dumas padre (1844)

### Opere musicali
- Lo schiaccianoci - balletto di Pëtr Il'ič Čajkovskij (1892)

### Film
- Ščelkunčik - film d'animazione diretto da Boris Stepancev (1973)
- La favola del principe schiaccianoci - film d'animazione diretto da Paul Schibli (1990)
- Barbie e lo schiaccianoci - film di animazione diretto da Owen Hurley (2001)
- Tom & Jerry e la favola dello schiaccianoci - film diretto da Spike Brandt (2007)
- Lo schiaccianoci - film diretto da Andrej Končalovskij (2010)
- Lo schiaccianoci e i quattro regni - film diretto da Lasse Hallström e Joe Johnston (2018)
- Lo schiaccianoci e il flauto magico - film d'animazione diretto da Georgi Gitis (2022)